# Флаг Эфиопской империи
Фла́г Эфиопской импе́рии (в некоторых источниках указывается как просто Флаг Эфиопии) — один из государственных символов Эфиопской империи, наряду с гербом. В современном виде появился в 1897 году, а отменён в 1974 году. На лицевой стороне присутствует изображение льва с короной, держащего национальный флаг.
Сам флаг внешне представляет собой триколор зелёно-жёлто-красного цвета. В 1996 году эти цвета снова поместили на государственный символ Эфиопии, но был убран лев. Флаг был отменён в результате Эфиопской революции и последующего краха империи. В настоящее время является одним из флагов эфиопской оппозиции. До 1897 года в качестве официального символа страны использовался ряд других флагов. В 1974—1975 годах также использовалась версия с львом без короны. Первые национальные символы Эфиопии появились после образования государства, и наиболее ранним символом страны являются вымпелы с национальным триколором.

## История

### Ранняя история
Самый первый флаг Эфиопии появился в 980 году, практически сразу после образования империи. 